# Средний Егорлык (село)
Сре́дний Егорлы́к — село в Целинском районе Ростовской области.
Административный центр Среднеегорлыкского сельского поселения.

## География
Село расположено на реке Средний Егорлык при впадении в неё реки Молоканка примерно в 24 км к юго-западу от посёлка Целина. Через село Средний Егорлык проходит автодорога Р269.

## История
Как село Среднеегорлыкское основано в 1803 году на казённых землях. Основание села стало следствием правительственной политики по усиленной колонизации пустопорожних земель к северу и востоку от Ставрополя. В 1804 году издается правительственный указ — обращение ко всем желающим переселиться в Предкавказье. Переселенцам обещали различные льготы. Для регулирования потока переселенцев создается специальная контора в селе Средний Егорлык. В 1847 году построена церковь.
Среди местных жителей село также было известно как «Лежанка». Данное название было дано селу вследствие того, что здесь некогда во время чумы был карантин. Задержанные в карантине были изолированы на особой площади, и, конечно, в это время ничем не занимались и большою частью лежали без дела.
Крестьянская реформа 1861 года оставила многих крестьян без земли и началось массовое переселение не только из Центральной России, но и с Украины. И уже во второй половине XIX века все отдельные поселения, образованные переселенцами из разных местностей, объединились в одно огромное богатое село под общим названием Средний Егорлык. Село входило в состав Медвеженского уезда Ставропольской губернии и являлось центром Среднеегорлыкской волости. К 1897 году село состояло из 1532 дворов с 2118 домами и двух церквей — Архангела Михаила (1847 года постройки) и Трёх Святителей (1890 года постройки). Жители занимались земледелием и скотоводством. Село имело своих кузнецов, портных, сапожников и бондарей. В селе было два одноклассных училища и церковно-приходская школа.
Во время Гражданской войны в районе села происходили неоднократные бои. 5 марта (21 февраля) 1918 года в ходе Первого кубанского похода, в районе слободы Лежанка состоялось первое серьёзное боестолкновение Добровольческой армии белых с отрядами красных сил. В ходе боя, село было занято частями Добрармии.
Село пострадало в годы Великой Отечественной войны. Со 2 августа 1942 года по 23 января 1943 года находилось в немецкой оккупации.

## Население
Динамика численности населения
| Численность населения | Численность населения | Численность населения | Численность населения |
| 1873                  | 1909                  | 1926                  | 1939                  |
| --------------------- | --------------------- | --------------------- | --------------------- |
| 5 445                 | ↗16 464               | ↘10 067               | ↘5 709                |

| 1883 | 1884  | 1939  | 2010  |
| ---- | ----- | ----- | ----- |
| 5538 | ↗5800 | ↘5709 | ↘2363 |

## Улицы
| - ул. Бабина, - ул. Буденного, - ул. Западная, - ул. Кирова, - ул. Кооперативная, - ул. Краснопартизанская, - ул. Матросова, - ул. Мира, - ул. Молодёжная, - ул. Набережная, | - ул. Октябрьская, - ул. Первомайская, - ул. Полевая, - ул. Почтовая, - ул. Советская, - ул. Социалистическая, - ул. Специалистов, - ул. Широкая, - ул. Школьная, - ул. Энтузиастов, | - пер. Аптечный, - пер. Братский, - пер. Заводской, - пер. Космонавтов, - пер. Московский, - пер. Халтуринский. |

## Известные жители
В селе родился и жил Герой Социалистического Труда Николай Бочкарёв. Также в селе учился другой Герой Социалистического Труда — Афанасьев Кирилл Петрович.